# 永安镇 (内江市)
永安镇，是中华人民共和国四川省内江市市中区下辖的一个乡镇级行政单位。

## 行政区划
永安镇下辖以下地区：
陆家冲社区、太平寺村、徐家湾村、大堰村、新桥村、新房村、金马村、园坝村、七里冲村、大庄村、马家寺村、三应寺村、石板村、多向湾村、上元村、鹿子村、白扬村、梁家沟村、连部湾村、下元村、永福村、红牌坊村、元元坡村、高峰村、漏棚湾村、枷担湾村、糖房坳村、瓦堆湾村和桥板凼村。

## 特产
永安白乌鱼：中国地理标志产品。